# Купа на Латвия по футбол
Купата на Латвия е латвийски футболен трофей. За неговото спечелване всяка година се организира турнир, в който право да участват имат всички отбори членуващи в Латвийската Футболна Федерация. Носителят на купата получава право да играе в турнира Лига Европа.
Между 1940 и 1991 победа в турнира е като квалификация за „Купта на СССР“.

## Участници
Участие вземат всички отбори от Вирслигата и Латвийската първа лига, както и от Латвийската втора лига и аматьорски отбори.

## Система на турнира
Системата по която се провежда турнира е на принципа на директни елиминации. Клубовете от Латвийската втора лига както и аматьорските отбори започват участието си от първи рунд (1/64 финал). Клубовете от Латвийската първа лига започват в трети рунд (1/16 финал), а тези от Вирслигата започват от 1/8 финал. Победителя се определя с изиграването на само 1 мач. При равенство има продължения (2 по 15 минути). Ако и тогава резултата се запази равен се стига до дузпи. Обичайно финала се провежда в Рига на стадион „Сконто“. От сезон 2009/10 турнира се провежда на принципа „пролет-есен“. Първите мачове се играят през юни и юли, а финала през май следващата година.

### Финалите за Купата от 1991 г. насам
| Сезон | Носител         | Финалист        | Резултат                |
| ----- | --------------- | --------------- | ----------------------- |
| 1991  | Целтниекс       | Форум-Сконто    | 0 – 0; 3 – 1 (сл. дуз.) |
| 1992  | Сконто          | Компар-Даугава  | 1 – 0 (сл. прод.)       |
| 1993  | РАФ             | Пардаугава      | 1 – 0                   |
| 1994  | Олимпия         | ДАГ Рига        | 2 – 0                   |
| 1995  | Сконто          | ДАГ-Лиепая      | 3 – 0                   |
| 1996  | Университет     | Сконто          | 2 – 1 (сл. прод.)       |
| 1997  | Сконто          | Динабург        | 2 – 1                   |
| 1998  | Сконто          | Металург Лиепая | 1 – 0                   |
| 1999  | Рига            | Сконто          | 1 – 1; 6 – 5 (сл. дуз.) |
| 2000  | Сконто          | Металург Лиепая | 4 – 1                   |
| 2001  | Сконто          | Динабург        | 2 – 0                   |
| 2002  | Сконто          | Металург Лиепая | 3 – 0                   |
| 2003  | Вентспилс       | Сконто          | 4 – 0                   |
| 2004  | Вентспилс       | Сконто          | 2 – 1                   |
| 2005  | Вентспилс       | Металург Лиепая | 2 – 1 (сл. прод.)       |
| 2006  | Металург Лиепая | Сконто          | 2 – 1 (сл. прод.)       |
| 2007  | Вентспилс       | Олимп           | 3 – 0                   |
| 2008  | Даугава         | Вентспилс       | 1 – 1; 3 – 0 (сл. дуз.) |
| 2010  | Йелгава         | Юрмала-VV       | 2 – 2; 6 – 5 (сл. дуз.) |
| 2011  | Вентспилс       | Металург Лиепая | 3 – 1                   |
| 2012  | Сконто          | Металург Лиепая | 1 – 1; 4 – 3 (сл. дуз.) |

### Титли
| Клуб            | Титли | Финали |
| --------------- | ----- | ------ |
| Сконто          | 8     | 6      |
| Вентспилс       | 5     | 1      |
| Йелгава         | 3     | -      |
| Металург Лиепая | 1     | 7      |
| Динабург        | 1     | 2      |
| Олимпия         | 1     | 1      |
| Даугава         | 1     | -      |
| Рига            | 1     | -      |
| Динабург        | -     | 2      |
| ДАГ Рига        | -     | 1      |
| Олимп           | -     | 1      |
| Пардаугава      | -     | 1      |
| Юрмала-VV       | -     | 1      |